# Il silenzio è complicità
Il silenzio è complicità è un film del 1976, diretto da Laura Betti.

## Trama
Il mediometraggio in forma di documentario è stato concepito dalla Betti per denunciare pubblicamente l'assenza di indagini approfondite sull'assassinio di Pasolini e per contrastare la tesi che indicava nel diciassettenne Pino Pelosi l'unico omicida del poeta, nel tentativo di rompere il velo di silenzio che, in quel periodo, sembrava essersi richiuso su Pasolini e la “verità” della sua morte. 
Fra i momenti più emozionanti del film, è da segnalare l'intervista di Ettore Scola ad un gruppo di ragazzi, abitanti nella zona di Ostia dove Pasolini fu trucidato che parlano, come se fosse una banale ovvietà, dell'uccisione dello scrittore come perpetrata da più persone. 
Questa sequenza è stata ripresa, venticinque anni più tardi, nel film in forma di omaggio lirico al poeta-regista, Pasolini e la ragione di un sogno (2001), presentato alla Mostra di Venezia.